# 女神跟我走
《女神跟我走》（英語：Follow Me My Queen），中国大陆爱情喜剧片，导演刘新，主演林永健，韩雪，宋允皓，宋丹丹，李菁菁。

## 剧情
该片讲述群众演员“林大健”和高富帅“小曾”为争夺女神“Coco·吴”闹出的乌龙故事。

## 演出
| 演员   | 角色   | 备注 |
| 林永健 | 林大健 |      |
| 韩雪   | ·吴    |      |
| 宋允皓 | 小曾   |      |
| 宋丹丹 |        |      |
| 李菁菁 |        |      |

## 曲目
- 主题曲《相遇》，演唱：郑添龙[3]